# ساوث سالت لاك (يوتا)
ساوث سالت لاك (بالإنجليزية: South Salt Lake city, Utah)‏ هي مدينة تقع بولاية يوتا في الولايات المتحدة. تبلغ مساحتها 17.98 كم2، وترتفع عن سطح البحر 1,297 م، بلغ عدد سكانها 23,617 نسمة في عام 2010 حسب إحصاء مكتب تعداد الولايات المتحدة وتصل الكثافة السكانية فيها 1,313.5 نسمة لكل كيلومتر مربع (3,401.9/ميل2).

## التركيبة السكانية
حدّد مكتب تعداد الولايات المتحدة بيانات التركيبة السكانية لساوث سالت لاك في تعداد الولايات المتحدة. في ما يلي، التركيبة السكانية حسب تعدادي 2000 و2010.

### تعداد عام 2000
بلغ عدد سكان ساوث سالت لاك 22,038 نسمة بحسب تعداد عام 2000، وبلغ عدد الأسر 8,022 أسرة وعدد العائلات 4,592 عائلة مقيمة في المدينة. في حين سجلت الكثافة السكانية 1,225.7 نسمة لكل كيلومتر مربع (3,174.5/ميل2). وبلغ عدد الوحدات السكنية 8,742 وحدة بمتوسط كثافة قدره 486.2 لكل كيلومتر مربع (1,259.3/ميل2).
وتوزع التركيب العرقي للمدينة بنسبة 75.24% من البيض و2.91% من الأمريكيين الأفارقة و3% من الأمريكيين الأصليين و2.65% من الأمريكيين ذوي الأصول الآسيوية و1.21% من سكان جزر المحيط الهادئ و10.69% من الأعراق الأخرى و4.29% من عرقين مختلطين أو أكثر و22.38% من الهسبانيون أو اللاتينيون من أي عرق.
بلغ عدد الأسر 8,022 أسرة كانت نسبة 33.5% منها لديها أطفال تحت سن الثامنة عشر تعيش معهم، وبلغت نسبة الأزواج القاطنين مع بعضهم البعض 37.7% من أصل المجموع الكلي للأسر، ونسبة 13% من الأسر كان لديها معيلات من الإناث دون وجود شريك، بينما كانت نسبة 6.5% من الأسر لديها معيلون من الذكور دون وجود شريكة وكانت نسبة 42.8% من غير العائلات. تألفت نسبة 32.5% من أصل جميع الأسر من عدة أفراد يعيشون في نفس المنزل ونسبة 7.1% كانت تتألف من شخص يعيش بمفرده يبلغ من العمر 65 عاماً أو أكثر. وبلغ متوسط حجم الأسرة المعيشية 2.47، أما متوسط حجم العائلات فبلغ 3.17.
بلغ العمر الوسطي للسكان 28.9 عاماً. وكانت نسبة 23.3% من القاطنين تحت سن الثامنة عشر، وكانت نسبة 13.9% بين الثامنة عشر والرابعة والعشرين عاماً، ونسبة 31.7% كانت واقعةً في الفئة العمرية ما بين الخامسة والعشرين والرابعة والأربعين عاماً، ونسبة 13.9% كانت ما بين الخامسة والأربعين والرابعة والستين، ونسبة 7.2% كانت ضمن فئة الخامسة والستين عاماً فما فوق. يوجد لكل 100 أنثى 106.6 ذكر، ويوجد لكل 100 أنثى في الثامنة عشر من عمرها فما فوق 108.6 ذكر.
بلغ متوسط دخل الأسرة في المدينة 29,801 دولارًا، أما متوسط دخل العائلة فبلغ 35,353 دولارًا. وكان متوسط دخل الذكور 26,173 دولارًا مقابل 23,755 دولارًا للإناث. وسجل دخل الفرد الخاص بالمدينة 15,474 دولارًا. وكانت نسبة 13.3% من العائلات ونسبة 16.3% من السكان تحت خط الفقر، وكان من هؤلاء نسبة 23.1% تحت سن الثامنة عشر ونسبة 8.3% في الخامسة والستين من العمر وما فوق.

### تعداد عام 2010
بلغ عدد سكان ساوث سالت لاك 23,617 نسمة بحسب تعداد عام 2010، وبلغ عدد الأسر 8,554 أسرة وعدد العائلات 4,604 عائلة مقيمة في المدينة. في حين سجلت الكثافة السكانية 1,313.5 نسمة لكل كيلومتر مربع (3,401.9/ميل2). وبلغ عدد الوحدات السكنية 9,160 وحدة بمتوسط كثافة قدره 509.5 لكل كيلومتر مربع (1,319.6/ميل2).
وتوزع التركيب العرقي للمدينة بنسبة 69.53% من البيض و4.40% من الأمريكيين الأفارقة و2.65% من الأمريكيين الأصليين و5.01% من الأمريكيين ذوي الأصول الآسيوية و1% من سكان جزر المحيط الهادئ و13.35% من الأعراق الأخرى و4.06% من عرقين مختلطين أو أكثر و29.08% من الهسبانيون أو اللاتينيون من أي عرق.
بلغ عدد الأسر 8,554 أسرة كانت نسبة 30.4% منها لديها أطفال تحت سن الثامنة عشر تعيش معهم، وبلغت نسبة الأزواج القاطنين مع بعضهم البعض 33% من أصل المجموع الكلي للأسر، ونسبة 14.1% من الأسر كان لديها معيلات من الإناث دون وجود شريك، بينما كانت نسبة 6.7% من الأسر لديها معيلون من الذكور دون وجود شريكة وكانت نسبة 46.2% من غير العائلات. تألفت نسبة 34% من أصل جميع الأسر من عدة أفراد يعيشون في نفس المنزل ونسبة 6.2% كانت تتألف من شخص يعيش بمفرده يبلغ من العمر 65 عاماً أو أكثر. وبلغ متوسط حجم الأسرة المعيشية 2.46، أما متوسط حجم العائلات فبلغ 3.24.
بلغ العمر الوسطي للسكان 30.3 عاماً. وكانت نسبة 22.2% من القاطنين تحت سن الثامنة عشر، وكانت نسبة 14.6% بين الثامنة عشر والرابعة والعشرين عاماً، ونسبة 36.6% كانت واقعةً في الفئة العمرية ما بين الخامسة والعشرين والرابعة والأربعين عاماً، ونسبة 19.8% كانت ما بين الخامسة والأربعين والرابعة والستين، ونسبة 6.8% كانت ضمن فئة الخامسة والستين عاماً فما فوق. وتوزع التركيب الجنسي للسكان بنسبة 55.1% ذكور و44.9% إناث.

## وصلات خارجية
- الموقع الرسمي